# Alba Automobilwerke
Die Alba Automobilwerke AG (italienisch Fabbrica Automobili Alba S.A.) war ein Hersteller von Automobilen aus Österreich-Ungarn.

## Unternehmensgeschichte
Das Unternehmen wurde im Oktober 1906 von den Kaufleuten und Automobilenthusiasten Ettore Modiano, Edmondo Richetti und Nicolò Sevastopulo in Triest gegründet. 1906 oder 1907 begann die Produktion von Automobilen unter dem Markennamen Alba. 1907 präsentierte das Unternehmen ein Fahrzeug auf dem Pariser Autosalon und auf der Berliner Automobilausstellung. Die Nachfrage war schwach. 1908 endete die Produktion nach neun hergestellten Exemplaren. Alba meldete bereits Mitte 1908 Konkurs an, im Juni 1908 ging das Unternehmen in Liquidation.

## Fahrzeuge
Ein Modell war der 35/40 PS, auch 35/45 PS genannt. 1907 entstand ein Fahrzeug mit einem Einbaumotor von Aster mit einem Hubraum von 6800 cm³. Andere Quellen nennen zwei verschiedene Vierzylindermodelle mit 25 und 45 PS.